# Šimon z Dammartinu
Šimon z Dammartinu (francouzsky Simon de Dammartin, † 1239) byl hrabě z Ponthieu a Aumale.
Narodil se jako mladší syn hraběte Alberica z Dammartinu a Matyldy, dcery Renauda z Clermontu. Až do roku 1214 byl věrným společníkem svého staršího bratra Renauda z Dammartinu. Roku 1208 se na důkaz královy přízně mohl oženit s jeho neteří Marií, dědičkou hrabství Ponthieu. V následujících letech spolu s bratrem změnil politický kurz, což je oba přivedlo až na bojiště u Bouvines. Šimonovi se na rozdíl od Renauda po prohrané bitvě podařilo utéct a odešel do exilu. Majetek obou byl francouzskou korunou zabaven.
Po smrti Viléma Talvase v roce 1221 rozšířil král anexi i na Mariino Ponthieu. Hrabství se posléze za cenu četných ústupků podařilo zachránit. Jedním z nich byl i slib, že se nejstarší dcera a dědička neprovdá bez souhlasu francouzského krále. Roku 1237 se díky snaze královny matky nejstarší dcera Johana provdala za ovdovělého kastilského krále Ferdinanda III. Šimon jí přenechal hrabství Aumale. Zemřel roku 1239 a byl pohřben v cisterciáckém klášteře Valloires. Marie se znovu provdala a zemřela roku 1250.